# TT Assen 1986
De TT van Assen 1986 was de zesde Grand Prix van wereldkampioenschap wegrace voor motorfietsen in het seizoen 1986. De races werden verreden op 26 en 28 juni 1986 op het TT Circuit in Assen. Behalve alle "normale" klassen uit het wereldkampioenschap reed in Assen ook de Formula One TT. Zij reed al op donderdag 26 juni, de andere klassen op zaterdag 28 juni.

## 500cc-klasse

### De training
Vooral de Suzuki-teams HB-Gallina en Skoal Bandit-Heron zagen uit naar de komst van testrijder Masuru Mizutani, die mogelijk met een nieuwe V-4 uit Japan zou komen. Dat zou het begin van de oplossing van de problemen zijn, die ze al jaren ondervonden omdat de 500cc-Suzuki's maar niet doorontwikkeld werden. Het werd echter een teleurstelling: Mizutani kwam met een eveneens verouderde Suzuki RG 500 square four met roterende inlaten waarmee hij zich als 25e kwalificeerde. Zo stond Dave Petersen als beste Suzuki-rijder op de tiende startplaats, ruim vier seconden langzamer dan Eddie Lawson. Wayne Gardner werd als beste Honda-rijder tweede, maar hij was dan ook de enige met een V-4 NSR 500. Randy Mamola had problemen genoeg tijdens de trainingen, vooral toen zijn vriendin Alex met buikklachten in het ziekenhuis werd opgenomen. Na een operatie op vrijdag ging het beter, ook met Mamola, maar door remproblemen kwam hij niet verder dan de zesde startplaats. 

#### Trainingstijden
| Pos | Coureur            | Merk                        | Tijd    |
| --- | ------------------ | --------------------------- | ------- |
| 1.  | Eddie Lawson       | Marlboro-Agostini-Yamaha    | 2"12'70 |
| 2.  | Wayne Gardner      | Rothmans-HRC-Honda          | 2"13'39 |
| 3.  | Rob McElnea        | Marlboro-Agostini-Yamaha    | 2"13'70 |
| 4.  | Christian Sarron   | Gauloises-Sonauto-Yamaha    | 2"14'08 |
| 5.  | Mike Baldwin       | Lucky Strike-Roberts-Yamaha | 2"14'41 |
| 6.  | Randy Mamola       | Lucky Strike-Roberts-Yamaha | 2"14'49 |
| 7.  | Raymond Roche      | Rothmans-Katayama-Honda     | 2"14'98 |
| 8.  | Ron Haslam         | ELF-Honda                   | 2"15'99 |
| 9.  | Didier de Radiguès | Rollstar-Chevallier-Honda   | 2"16'96 |
| 10. | Dave Petersen      | HB-Gallina-Suzuki           | 2"16'96 |

### De race
Ron Haslam maakte weer zijn bekende bliksemstart, waardoor voor het eerst de experimentele ELF 3 aan de leiding van een race kwam. Eddie Lawson en Randy Mamola startten slecht en Wayne Gardner's Honda klom zowel in de eerste als de tweede versnelling in de ketting, zodat hij even het gas dicht moest draaien om het voorwiel op de grond te krijgen. Toch wist Gardner meteen naar de vierde plaats door te stoten, terwijl Lawson op de negende plaats aanremde voor de Stekkenwal. Die nam hij te ruim, waardoor hij in het gras terecht kwam, viel en zijn race beëindigde. Haslam ging als eerste de tweede ronde in, maar zijn achtervolger Raymond Roche werd toen al gepasseerd door Gardner. Die nam nog in diezelfde ronde de leiding, terwijl ook Rob McElnea al snel aansloot, gevolgd door Mamola en Mike Baldwin. Zo moesten de driecilinderrijders Haslam en Roche het hoofd buigen voor de sterkere viercilinders. Mamola volgde lange tijd Rob McElnea, maar toen die gat met Gardner niet dichtreed passeerde hij hem in de zevende ronde om Gardner tot op 1,4 seconde te naderen. Dat was halverwege de race, maar Gardner bouwde zijn voorsprong uiteindelijk toch weer wat uit en won voor Mamola. McElnea moest de derde plaats nog afstaan aan Baldwin, nadat in de laatste ronde een meeuw tegen zijn radiateur gevlogen was waardoor de motor te warm werd. 

#### Uitslag 500cc-klasse
| Pos | Coureur             | Merk                        | Tijd     | Grid | Punten |
| --- | ------------------- | --------------------------- | -------- | ---- | ------ |
| 1   | Wayne Gardner       | Rothmans-HRC-Honda          | 45"17'78 | 2    | 15     |
| 2   | Randy Mamola        | Lucky Strike-Roberts-Yamaha | 45"21'41 | 6    | 12     |
| 3   | Mike Baldwin        | Lucky Strike-Roberts-Yamaha | 45"27'84 | 5    | 10     |
| 4   | Rob McElnea         | Marlboro-Agostini-Yamaha    | 45"27'92 | 3    | 8      |
| 5   | Christian Sarron    | Gauloises-Sonauto-Yamaha    | 45"38'21 | 4    | 6      |
| 6   | Raymond Roche       | Rothmans-Katayama-Honda     | 45"50'42 | 7    | 5      |
| 7   | Ron Haslam          | ELF-Honda                   | 45"57'74 | 8    | 4      |
| 8   | Roger Burnett       | Rothmans-Honda-UK           | 46"05'03 | 11   | 3      |
| 9   | Didier de Radiguès  | Rollstar-Chevallier-Honda   | 46"25'48 | 9    | 2      |
| 10  | Juan Garriga        | Cagiva                      | 46"52'10 | 13   | 1      |
| 11  | Marco Gentile       | Écurie-Fior-Honda           | 47"09'18 | 20   |        |
| 12  | Boet van Dulmen     | Bakker-PDM-Honda            | 47"12'89 | 18   |        |
| 13  | Wolfgang von Muralt | Frankonia-Suzuki            | 47"39'15 | 24   |        |
| 14  | Masuru Mizutani     | Suzuki                      | +1 ronde | 25   |        |
| 15  | Simon Buckmaster    | Duckhams Oil-Honda          | +1 ronde | 30   |        |
| 16  | Mile Pajic          | SNRT-Honda                  | +1 ronde | 23   |        |
| 17  | Manfred Fischer     | Hein Gericke-Honda          | +1 ronde | 19   |        |
| 18  | Marco Papa          | Honda                       | +1 ronde | 22   |        |
| 19  | Eero Hyvärinen      | Honda                       | +1 ronde | 27   |        |
| 20  | Rob Punt            | Honda                       | +1 ronde | 26   |        |
| 21  | Esko Kuparinen      | Honda                       | +1 ronde | 33   |        |
| 22  | Dietmar Mayer       | Honda                       | +1 ronde | 36   |        |

#### Niet gefinisht
| Coureur           | Merk                      | Oorzaak | Grid |
| ----------------- | ------------------------- | ------- | ---- |
| Peter Sköld       | Honda                     |         | 31   |
| Kevin Schwantz    | Rizla-Heron-Suzuki        |         | 12   |
| Maarten Duyzers   | Suzuki                    |         | 35   |
| Mark Philips      | Suzuki                    |         | 28   |
| Peter Lindén      | Honda                     |         | 29   |
| Massimo Messere   | Honda                     |         | 17   |
| Dave Petersen     | HB-Gallina-Suzuki         |         | 10   |
| Gustav Reiner     | Bakker-Honda-Deutschland  | Val     | 15   |
| Kenny Irons       | Suzuki                    | Val     | 34   |
| Ray Swann         | Suzuki                    |         | 21   |
| Paul Lewis        | Skoal Bandit-Heron-Suzuki |         | 14   |
| Shungi Yatsushiro | Moriwaki-HRC-Honda        |         | 16   |
| Karl Truchsess    | Honda                     |         | 32   |
| Eddie Lawson      | Marlboro-Agostini-Yamaha  | Val     | 1    |

#### Niet deelgenomen
| Coureur             | Merk                      | Oorzaak  |
| ------------------- | ------------------------- | -------- |
| Freddie Spencer     | Rothmans-HRC-Honda        | Blessure |
| Henk van der Mark   | PDM-Honda                 | Blessure |
| Pierfrancesco Chili | HB-Gallina-Suzuki         |          |
| Niall Mackenzie     | Skoal Bandit-Heron-Suzuki | Blessure |

### Top tien tussenstand 500cc-klasse
| Pos | Coureur            | Merk                        | Ptn |
| --- | ------------------ | --------------------------- | --- |
| 1   | Eddie Lawson       | Marlboro-Agostini-Yamaha    | 72  |
| 2   | Wayne Gardner      | Rothmans-HRC-Honda          | 64  |
| 3   | Randy Mamola       | Lucky Strike-Roberts-Yamaha | 59  |
| 4   | Mike Baldwin       | Lucky Strike-Roberts-Yamaha | 52  |
| 5   | Christian Sarron   | Gauloises-Sonauto-Yamaha    | 33  |
| 5   | Rob McElnea        | Marlboro-Agostini-Yamaha    | 33  |
| 7   | Raymond Roche      | Rothmans-Katayama-Honda     | 18  |
| 8   | Didier de Radiguès | Rollstar-Chevallier-Honda   | 14  |
| 9   | Ron Haslam         | ELF-Honda                   | 8   |
| 10  | Shunji Yatsushiro  | HRC-Honda                   | 7   |

## 250cc-klasse

### De training
Na zijn domme val tijdens de GP van Joegoslavië wilde Carlos Lavado in Assen zijn voorsprong in het WK verder uitbouwen. Hij trainde dan ook ruim een halve seconde sneller dan merkgenoot Martin Wimmer en ruim een seconde sneller dan Tadahiko Taira. De HRC-Honda's kwamen er bekaaid vanaf. Sito Pons werd weliswaar vierde, maar de andere Honda-rijders moesten de verrassend sterk rijdende Donnie McLeod met zijn Armstrong voor laten. Toni Mang had daarvoor een excuus: zijn in Oostenrijk gebroken voet was nog steeds niet helemaal genezen.

#### Trainingstijden
| Pos | Coureur             | Merk                        | Tijd    |
| --- | ------------------- | --------------------------- | ------- |
| 1.  | Carlos Lavado       | HB-Venemotos-Yamaha         | 2"18'18 |
| 2.  | Martin Wimmer       | Marlboro-Agostini-Yamaha    | 2"18'70 |
| 3.  | Tadahiko Taira      | Marlboro-Agostini-Yamaha    | 2"19'66 |
| 4.  | Sito Pons           | Campsa-HRC-Honda            | 2"20'01 |
| 5.  | Donnie McLeod       | Silverstone-Armstrong-Rotax | 2"20'05 |
| 6.  | Dominique Sarron    | Rothmans-Honda              | 2"20'12 |
| 7.  | Toni Mang           | Rothmans-HRC-Honda          | 2"20'37 |
| 8.  | Jean-François Baldé | Rothmans Katayama-Honda     | 2"20'41 |
| 9.  | Fausto Ricci        | HRC-Honda                   | 2"20'46 |
| 10. | Niall Mackenzie     | Silverstone-Armstrong-Rotax | 2"20'66 |

### De race
Door zijn geblesseerde voet kon Toni Mang geen goede duwstart maken. Martin Wimmer en Tadahiko Taira hadden dat probleem voortdurend omdat de Yamaha YZR 250 nu eenmaal een moeilijke starter was en kwamen na de start al in het achterveld terecht. Carlos Lavado maakte daarentegen samen met Donnie McLeod een goede start, maar Lavado begon onmiddellijk een voorsprong op te bouwen. Achter hem vormde zich een groepje met Fausto Ricci, Sito Pons en Donnie McLeod. Na zeven ronden was Mang van de vijftiende plaats opgerukt tot achter deze groep. Taira was toen nog negende en Wimmer zelfs veertiende. Nadat Fausto Ricci was gevallen en met nog zeven ronden te gaan lag Lavado nog steeds ver voor, maar Mang vocht intussen met Pons en McLeod om de tweede plaats. Wimmer reed een ronderecord dat hem naar de achtste plaats bracht, maar uiteindelijk werd hij nog vijfde, achter Lavado, Mang, Pons en McLeod. 

#### Uitslag 250cc-klasse
| Pos | Coureur             | Merk                        | Tijd     | Grid | Punten |
| --- | ------------------- | --------------------------- | -------- | ---- | ------ |
| 1   | Carlos Lavado       | HB-Venemotos-Yamaha         | 42"30'19 | 1    | 15     |
| 2   | Toni Mang           | Rothmans-HRC-Honda          | 42"17'78 | 7    | 12     |
| 3   | Sito Pons           | Campsa-HRC-Honda            | 42"19'14 | 4    | 10     |
| 4   | Donnie McLeod       | Silverstone-Armstrong-Rotax | 42"21'06 | 5    | 8      |
| 5   | Martin Wimmer       | Marlboro-Agostini-Yamaha    | 42"27'63 | 2    | 6      |
| 6   | Tadahiko Taira      | Marlboro-Agostini-Yamaha    | 42"28'96 | 3    | 5      |
| 7   | Dominique Sarron    | Rothmans-Honda              | 42"32'06 | 6    | 4      |
| 8   | Jacques Cornu       | ELF-Parisienne-Honda        | 42"34'19 | 17   | 3      |
| 9   | Jean-François Baldé | Rothmans Katayama-Honda     | 42"34'46 | 8    | 2      |
| 10  | Reinhold Roth       | HB-Römer-Honda              | 42"55'56 | 11   | 1      |
| 11  | Siegfried Minich    | Honda                       | 42"57'24 | 12   |        |
| 12  | Niall Mackenzie     | Silverstone-Armstrong-Rotax | 43"06'47 | 10   |        |
| 13  | Hans Becker         | Yamaha                      | 43"15'59 | 25   |        |
| 14  | Hans Lindner        | Rotax                       | 43"21'45 | 19   |        |
| 15  | Alan Carter         | JJ Cobas-Rotax              | 43"21'81 | 23   |        |
| 16  | Maurizio Vitali     | Garelli                     | 43"22'10 | 28   |        |
| 17  | Cees Doorakkers     | Honda                       | 43"22'60 | 31   |        |
| 18  | Gary Noël           | EMC-Rotax                   | 43"29'84 | 29   |        |
| 19  | Jochen Schmid       | Yamaha                      | 43"37'96 | 16   |        |
| 20  | Urs Lüzi            | Yamaha                      | 43"43'16 | 35   |        |
| 21  | Gerard van der Wal  | Assmex-MBA                  | 43"47'64 | 36   |        |
| 22  | Antonio García      | JJ Cobas-Rotax              | 43"54'53 | 33   |        |

#### Niet gefinisht
| Coureur              | Merk                     | Oorzaak | Grid |
| -------------------- | ------------------------ | ------- | ---- |
| Herbert Besendörfer  | Yamaha                   |         | 13   |
| Andy Watts           | EMC-Rotax                |         | 26   |
| Andreas Preining     | Rotax                    |         | 30   |
| Fausto Ricci         | HRC-Honda                | Val     | 9    |
| Stéphane Mertens     | Johnson-Yamaha           | Val     | 22   |
| Carlos Cardús        | Campsa-Honda             | Opgave  | 15   |
| Jean Foray           | Chevallier-Yamaha        |         | 20   |
| Roland Freymond      | Yamaha                   |         | 34   |
| Mar Schouten         | Honda                    |         | 37   |
| Pierre Bolle         | ELF-Parisienne           | Opgave  | 14   |
| Harald Eckl          | Honda                    |         | 24   |
| Jean-Michel Mattioli | Yamaha                   |         | 21   |
| Virginio Ferrari     | Total-Katayama-HRC-Honda |         | 18   |
| Manfred Herweh       | HB-Aprilia-Rotax         | Motor   | 27   |

#### Niet deelgenomen
| Coureur          | Merk          | Oorzaak    |
| ---------------- | ------------- | ---------- |
| Stefano Caracchi | Aprilia-Rotax | Teambeleid |
| Loris Reggiani   | Aprilia-Rotax | Teambeleid |

### Top tien tussenstand 250cc-klasse
| Pos | Coureur             | Merk                        | Ptn |
| --- | ------------------- | --------------------------- | --- |
| 1   | Carlos Lavado       | HB-Venemotos-Yamaha         | 72  |
| 2   | Toni Mang           | Rothmans-HRC-Honda          | 51  |
| 3   | Sito Pons           | Campsa-HRC-Honda            | 47  |
| 4   | Jean-François Baldé | Rothmans Katayama-Honda     | 45  |
| 5   | Martin Wimmer       | Marlboro-Agostini-Yamaha    | 44  |
| 6   | Fausto Ricci        | HRC-Honda                   | 24  |
| 7   | Dominique Sarron    | Rothmans-Honda              | 23  |
| 8   | Jacques Cornu       | ELF-Parisienne-Honda        | 18  |
| 9   | Donnie McLeod       | Silverstone-Armstrong-Rotax | 15  |
| 9   | Pierre Bolle        | ELF-Parisienne              | 15  |

## 125cc-klasse

### De training
Aanvankelijk reden Luca Cadalora en Fausto Gresini de snelste tijden, maar August Auinger nestelde zich nog tussen hen in, terwijl Ezio Gianola de vierde tijd reed. Garelli-teammanager Eugenio Lazzarini vaardigde geen stalorders uit, omdat zijn beide rijders in het WK dicht bij elkaar stonden, maar droeg hen alleen op elkaar niet van de baan te rijden. 

#### Trainingstijden
| Pos | Coureur            | Merk           | Tijd    |
| --- | ------------------ | -------------- | ------- |
| 1.  | Luca Cadalora      | FMI-Garelli    | 2"26'55 |
| 2.  | August Auinger     | Bartol-LCR-MBA | 2"26'91 |
| 3.  | Fausto Gresini     | FMI-Garelli    | 2"27'01 |
| 4.  | Ezio Gianola       | MBA            | 2"27'63 |
| 5.  | Domenico Brigaglia | Ducados-MBA    | 2"28'31 |
| 6.  | Lucio Pietroniro   | MBA            | 2"28'69 |
| 7.  | Alfred Waibel      | MBA            | 2"28'87 |
| 9.  | Pier Paolo Bianchi | MBA            | 2"29'39 |
| 9.  | Thierry Feuz       | MBA            | 2"29'78 |
| 10. | Bruno Kneubühler   | LCR-MBA        | 2"29'82 |

### De race
Vanaf het begin van de race gingen Luca Cadalora, Fausto Gresini en August Auinger er gedrieën vandoor, terwijl Ezio Gianola een slechte start had. Die kon hij ook niet meer goedmaken, zodat de drie koplopers het rijk alleen hadden en de Garelli-rijders regelmatig van positie wisselden, gevolgd door Auinger. In de zevende ronde viel Auinger in de Stekkenwal, waardoor Cadalora en Gresini samen voor de overwinning vochten. Cadalora won nipt, Gresini werd tweede en Gianola op ongeveer een halve minuut derde. 

#### Uitslag 125cc-klasse
| Pos | Coureur                | Merk        | Tijd      | Grid | Punten |
| --- | ---------------------- | ----------- | --------- | ---- | ------ |
| 1   | Luca Cadalora          | FMI-Garelli | 39"30'04  | 1    | 15     |
| 2   | Fausto Gresini         | FMI-Garelli | 39"30'30  | 3    | 12     |
| 3   | Ezio Gianola           | MBA         | 39"57'29  | 4    | 10     |
| 4   | Domenico Brigaglia     | Ducados-MBA | 40"02'98  | 5    | 8      |
| 5   | Bruno Kneubühler       | LCR-MBA     | 40"03'38  | 10   | 6      |
| 6   | Johnny Wickström       | MBA         | 40"16'72  | 12   | 5      |
| 7   | Paolo Casoli           | MBA         | 40"32'88  | 15   | 4      |
| 8   | Thierry Feuz           | MBA         | 40"33'35  | 9    | 3      |
| 9   | Gastone Grassetti      | MBA         | 40"52'82  | 16   | 2      |
| 10  | Ángel Nieto            | Ducados-MBA | 41"01'89  | 13   | 1      |
| 11  | Willy Pérez            | MBA         | 41"04'60  | 14   |        |
| 12  | Paul Bordes            | MBA         | 41"04'88  | 26   |        |
| 13  | Andres Sánchez         | Ducados-MBA | 41"23'70  | 25   |        |
| 14  | Robin Appleyard        | MBA         | 41"32'22  | 36   |        |
| 15  | Jan Eggens             | LCR-EGA     | 41"32'71  | 30   |        |
| 16  | Norbert Peschke        | MBA         | 41"53'15  | 20   |        |
| 17  | Esa Kytölä             | MBA         | 41"53'63  | 28   |        |
| 18  | Robin Milton           | MBA         | 41"56'28  | 22   |        |
| 19  | Patrick Daudier        | MBA         | +1 ronde  | 17   |        |
| 20  | Thierry Maurer         | MBA         | +1 ronde  | 27   |        |
| 21  | Thomas Møller-Pedersen | MBA         | +1 ronde  | 21   |        |
| 22  | Ton Spek               | MBA         | +3 ronden | 35   |        |

#### Niet gefinisht
| Coureur            | Merk           | Oorzaak         | Grid |
| ------------------ | -------------- | --------------- | ---- |
| Peter Sommer       | MBA            |                 | 29   |
| August Auinger     | Bartol-LCR-MBA | Val             | 2    |
| Willy Hupperich    | Seel-MBA       |                 | 31   |
| Alfred Waibel      | MBA            | Lege accu       | 7    |
| Steve Mason        | MBA            |                 | 32   |
| Jacques Hutteau    | MBA            |                 | 24   |
| Mike Leitner       | MBA            |                 | 19   |
| Janez Pintar       | Eberhardt      |                 | 37   |
| Lucio Pietroniro   | MBA            | Versnellingsbak | 6    |
| Pier Paolo Bianchi | MBA            | Motor           | 8    |
| Håkan Olsson       | MBA            |                 | 34   |
| Jussi Hautaniemi   | MBA            | Vastloper       | 11   |
| Anton Straver      | MBA            | Val             | 23   |

#### Niet gestart
| Coureur     | Merk | Oorzaak            | Grid |
| ----------- | ---- | ------------------ | ---- |
| Adi Stadler | MBA  | Val in opwarmronde |      |

#### Niet gekwalificeerd
| Coureur          | Merk       | Oorzaak                 | Grid |
| ---------------- | ---------- | ----------------------- | ---- |
| Olivier Liégeois | Assmex-MBA | Krukasbreuk in training | 38   |

### Top tien tussenstand 125cc-klasse
| Pos | Coureur            | Merk        | Ptn |
| --- | ------------------ | ----------- | --- |
| 1   | Luca Cadalora      | FMI-Garelli | 61  |
| 2   | Fausto Gresini     | FMI-Garelli | 54  |
| 3   | Ezio Gianola       | MBA         | 42  |
| 4   | Domenico Brigaglia | Ducados-MBA | 26  |
| 5   | Bruno Kneubühler   | LCR-MBA     | 24  |
| 6   | Pier Paolo Bianchi | MBA         | 18  |
| 7   | Johnny Wickström   | MBA         | 15  |
| 8   | Ángel Nieto        | Ducados-MBA | 13  |
| 8   | Thierry Feuz       | MBA         | 13  |
| 10  | Willy Pérez        | MBA         | 11  |

## 80cc-klasse

### De training
De fabrieks-Derbi's waren uitgerust met nieuwe WP Superfront-voorvorken, waardoor het remgedrag in bochten verbeterd werd. Ángel Nieto was er zeer over te spreken, maar kwam toch niet verder dan de zesde trainingstijd. Zijn teamgenoot Jorge Martínez reed de beste tijd, voor Stefan Dörflinger en diens kersverse stalgenoot Ian McConnachie. Die had sinds de Joegoslavische GP een fabrieks-Krauser, volgens Dörflinger met de bedoeling om aan te tonen dat de machine beter was dan Dörflinger beweerde. McConnachie had inmiddels wel het fabrieksblok in zijn eigen privé-machine gemonteerd, omdat die beter was afgesteld voor zijn lengte en gewicht. Hans Spaan reed de vierde tijd, wellicht geholpen doordat hij zijn 18 inch wielen had vervangen door 16 inch exemplaren. 

#### Trainingstijden
| Pos | Coureur            | Merk                  | Tijd    |
| --- | ------------------ | --------------------- | ------- |
| 1.  | Jorge Martínez     | Ducados-Derbi         | 2"33'15 |
| 2.  | Stefan Dörflinger  | Krauser               | 2"33'36 |
| 3.  | Ian McConnachie    | Krauser               | 2"34'25 |
| 4.  | Hans Spaan         | Hertog Jan-HuVo-Casal | 2"35'00 |
| 5.  | Manuel Herreros    | Ducados-Derbi         | 2"35'45 |
| 6.  | Ángel Nieto        | Ducados-Derbi         | 2"36'44 |
| 7.  | Luis Miguel Reyes  | Autisa                | 2"36'51 |
| 8.  | Pier Paolo Bianchi | Seel-MBA              | 2"36'69 |
| 9.  | Rainer Kunz        | Ziegler               | 2"36'80 |
| 10. | Gerhard Waibel     | Real-Krauser          | 2"37'04 |

### De race
De start van de 80cc-race in Assen werd enkele minuten uitgesteld omdat Hans Spaan tijdens de opwarmronde een spijker in zijn achterband had gekregen. Pier Paolo Bianchi had de beste start, gevolgd door Wilco Zeelenberg, die vanaf de vierde startrij was gekomen. Zeelenberg viel echter snel terug en werd al in de eerste ronde getorpedeerd door de vallende Alex Barros. Ook Bianchi kon de leiding niet houden: bij de eerste doorkomst reed Jorge Martínez aan de leiding voor Manuel Herreros, Bianchi, Spaan en Josef Fischer. Ángel Nieto en Ian McConnachie waren slecht gestart, maar McConnachie reed een sterke inhaalrace en na zes ronden was hij al tweede. Intussen kon Stefan Dörflinger nog even bij Spaan en Herreros aansluiten, maar nadat zijn Krauser even stilviel moest hij hen laten gaan. McConnachie ging de strijd aan met leider Martínez en nam de leiding over. Hij reed een ronde die 3 seconden sneller was dan de tweede snelste en nam binnen een ronde ruim dertig meter voorsprong. Martínez verklaarde later dat hij zich al had neergelegd bij de tweede plaats, maar McConnachie remde zichzelf in de laatste ronde bij de Stekkenwal onderuit. Hij kon zijn machine weer aan de praat krijgen, maar viel opnieuw in het gras waarna hij niet meer wilde starten. Zo won Martínez alsnog voor Herreros en Spaan.

#### Uitslag 80cc-klasse
| Pos | Coureur            | Merk                  | Tijd     | Grid | Punten |
| --- | ------------------ | --------------------- | -------- | ---- | ------ |
| 1   | Jorge Martínez     | Ducados-Derbi         | 31"02'05 | 1    | 15     |
| 2   | Manuel Herreros    | Ducados-Derbi         | 31"12'62 | 5    | 12     |
| 3   | Hans Spaan         | Hertog Jan-HuVo-Casal | 31"14'73 | 4    | 10     |
| 4   | Ángel Nieto        | Ducados-Derbi         | 31"21'60 | 6    | 8      |
| 5   | Stefan Dörflinger  | Krauser               | 31"22'60 | 2    | 6      |
| 6   | Gerhard Waibel     | Real-Krauser          | 31"35'88 | 10   | 5      |
| 7   | Josef Fischer      | Krauser               | 31"53'11 | 13   | 4      |
| 8   | Domingo Gil Blanco | Autisa                | 32"08'48 | 15   | 3      |
| 9   | Gert Kafka         | Krauser               | 32"28'15 | 14   | 2      |
| 10  | Felix Rodríguez    | Autisa                | 32"31'83 | 23   | 1      |
| 11  | Henk van Kessel    | Krauser               | 32"40'34 | 21   |        |
| 12  | Herri Torrontegui  | Autisa                | 32"40'75 | 22   |        |
| 13  | Chris Baert        | Seel-MBA              | 32"42'97 | 34   |        |
| 14  | Bert Smit          | BZ                    | 32"47'56 | 27   |        |
| 15  | Günter Schirnhofer | Krauser               | 32"47'86 | 24   |        |
| 16  | Reiner Scheidhauer | Seel-MBA              | 32"48'31 | 18   |        |
| 17  | Kees Besseling     | CJB                   | 32"48'58 | 29   |        |
| 18  | Rainer Kunz        | Ziegler               | 32"50'72 | 9    |        |
| 19  | Hans Koopman       | Ziegler               | 33"12'04 | 35   |        |
| 20  | Mario Stocco       | Casal                 | 33"24'72 | 30   |        |
| 21  | Stefan Prein       | Casal                 | 33"47'22 | 28   |        |
| 22  | Raimo Lipponen     | Krauser               | 33"47'71 | 33   |        |
| 23  | Reiner Koster      | Kroko                 | 33"49'00 | 36   |        |
| 24  | Janez Pintar       | Eberhardt             | +1 ronde | 32   |        |

#### Niet gefinisht
| Coureur            | Merk                  | Oorzaak    | Grid |
| ------------------ | --------------------- | ---------- | ---- |
| Ian McConnachie    | Krauser               | Val        | 3    |
| Pier Paolo Bianchi | Seel-MBA              | Motor      | 8    |
| Theo Timmer        | Hertog Jan-HuVo-Casal | Motor      | 16   |
| Juan Ramón Bolart  | Autisa                |            | 19   |
| Bruno Casanova     | Krauser               | Ontsteking | 12   |
| René Dünki         | Krauser               |            | 20   |
| Salvatore Milano   | Krauser               |            | 25   |
| Alex Barros        | Autisa                | Val        | 11   |
| Wilco Zeelenberg   | Casal                 | Val        | 17   |
| Stefan Brägger     | Krauser               |            | 31   |
| Jos van Dongen     | Krauser               | Koppeling  | 26   |
| Luis Miguel Reyes  | Autisa                |            | 7    |

#### Niet deelgenomen
| Coureur      | Merk         | Oorzaak      |
| ------------ | ------------ | ------------ |
| Hubert Abold | Seel-Krauser | Geen machine |

### Top tien tussenstand 80cc-klasse
| Pos | Coureur            | Merk                  | Ptn |
| --- | ------------------ | --------------------- | --- |
| 1   | Jorge Martínez     | Ducados-Derbi         | 72  |
| 2   | Manuel Herreros    | Ducados-Derbi         | 59  |
| 3   | Stefan Dörflinger  | Krauser               | 53  |
| 4   | Ángel Nieto        | Ducados-Derbi         | 39  |
| 5   | Hans Spaan         | Hertog Jan-HuVo-Casal | 33  |
| 6   | Ian McConnachie    | Krauser               | 31  |
| 7   | Pier Paolo Bianchi | Seel-MBA              | 29  |
| 7   | Gerhard Waibel     | Real-Krauser          | 29  |
| 9   | Josef Fischer      | Krauser               | 13  |
| 10  | Juan Ramón Bolart  | Autisa                | 6   |
| 10  | Rainer Kunz        | Ziegler               | 6   |

## Zijspanklasse

### De training
Rolf Biland had samen met zijn nieuwe, Japanse monteur/tuner Jochan Matsumoto een nieuwe Krauser-motor gebouwd, waarin nu weer meer Yamaha-onderdelen gebruikt konden worden, in een poging de motor goedkoper en betrouwbaarder te maken. Hij kwam echter nauwelijks aan trainen toe door motorproblemen en pas in de laatste training reed hij de tweede tijd achter Egbert Streuer/Bernard Schnieders. Streuer kon zijn thuisrace met vertrouwen tegemoet zien. Hij had al twee GP's met overmacht gewonnen, maar dit jaar moest het voor het eerst in Assen gebeuren.

#### Trainingstijden
| Pos | Coureur          | Bakkenist          | Merk               | Tijd    |
| --- | ---------------- | ------------------ | ------------------ | ------- |
| 1.  | Egbert Streuer   | Bernard Schnieders | LCR-Yamaha         | 2"21'59 |
| 2.  | Rolf Biland      | Kurt Waltisperg    | LCR-Krauser        | 2"22'20 |
| 3.  | Alain Michel     | Jean-Marc Fresc    | Krauser-LCR-Yamaha | 2"22'30 |
| 4.  | Steve Webster    | Tony Hewitt        | LCR-Yamaha         | 2"23'09 |
| 5.  | Markus Egloff    | Urs Egloff         | LCR-Seel           | 2"23'47 |
| 6.  | Derek Jones      | Brian Ayres        | LCR-Yamaha         | 2"23'79 |
| 7.  | Rolf Steinhausen | Bruno Hiller       | Busch-Yamaha       | 2"24'21 |
| 8.  | Alfred Zurbrügg  | Martin Zurbrügg    | LCR-Yamaha         | 2"24'41 |
| 9.  | Theo van Kempen  | Geral de Haas      | LCR-Yamaha         | 2"24'76 |
| 10. | Derek Bayley     | Brian Nixon        | LCR-Ricardo Z      | 2"24'79 |

### De race
De problemen die Rolf Biland in de trainingen had gehad, leken in de warming-up-training voorbij. Hij reed 2"20'0 en daarmee had hij op poleposition kunnen staan. Egbert Streuer, die in de nacht van donderdag op vrijdag nog een nieuw motorblok had gemonteerd, had in de trainingen nog geen problemen gekend. Wel maakten veel coureurs zich zorgen over de bandenkeuze, want er werd getwijfeld of de Yokohama-banden het in de hitte wel vol zouden houden. Zo niet, dan zouden Avon-gebruikers zoals Alain Michel in het voordeel zijn. Na de start waren Rolf Biland/Kurt Waltisperg als eerste weg, gevolgd door Egbert Streuer/Bernard Schnieders en Alain Michel/Jean-Marc Fresc. Biland reed voor het einde van de eerste ronde de pit in met een verbrande koppeling, waardoor Streuer aan de leiding kwam en zijn voorsprong op Michel/Fresc begon uit te bouwen. In de vierde ronde kwamen Biland/Waltisperg weer op de baan, kort achter Streuer/Schnieders, maar met drie ronden achterstand. Toch ging Biland het duel met Streuer aan. Zo herhaalde de geschiedenis zich, want tijdens de TT van 1983 had Streuer hetzelfde gedaan. Dit schijngevecht tussen Biland en Streuer was op zichzelf wel spannend, ook al ging het nergens om, maar in de rest van het gevecht vonden maar weinig duels plaats. In de elfde ronde eindigde het echter, toen de machine van Streuer er door een defecte ontsteking mee stopte. Zo kwam een enigszins verbaasde Alain Michel aan de leiding en hij won de race voor Steve Webster/Tony Hewitt en Masato Kumano/Helmut Diehl, die in de eindfase de tweeling Markus en Urs Egloff nog ingehaald hadden. Zo was het Streuer/Schnieders opnieuw niet gelukt hun thuisrace te winnen, en kwamen Michel/Fresc op gelijke hoogte in de stand om het wereldkampioenschap.

#### Uitslag zijspanklasse
| Pos | Coureur         | Bakkenist       | Merk               | Tijd      | Grid | Punten |
| --- | --------------- | --------------- | ------------------ | --------- | ---- | ------ |
| 1   | Alain Michel    | Jean-Marc Fresc | Krauser-LCR-Yamaha | 38"44'55  | 3    | 15     |
| 2   | Steve Webster   | Tony Hewitt     | LCR-Yamaha         | 38"54'65  | 4    | 12     |
| 3   | Masato Kumano   | Helmut Diehl    | LCR-Yamaha         | 39"19'19  |      | 10     |
| 4   | Markus Egloff   | Urs Egloff      | LCR-Seel           | 39"27'74  | 5    | 8      |
| 5   | Steve Abbott    | Vince Biggs     | Windle-Yamaha      | 39"30'54  |      | 6      |
| 6   | Mick Barton     | Eckart Rösinger | LCR-Yamaha         | 40"25'22  |      | 5      |
| 7   | Barry Brindley  | Chris Jones     | Windle-Yamaha      | 40"31'05  |      | 4      |
| 8   | Bernd Scherer   | Wolfgang Gess   | BSR-Yamaha         |           |      | 3      |
| 9   | Alfred Zurbrügg | Martin Zurbrügg | LCR-Yamaha         |           | 8    | 2      |
| 10  | Graham Gleeson  | David Elliott   | LCR-Yamaha         |           |      | 1      |
| 11  | Dennis Bingham  | Julia Bingham   | LCR-Yamaha         |           |      |        |
| 12  | René Progin     | Yvan Hunziker   | Seymaz-Yamaha      |           |      |        |
| 13  | Hans Hügli      | Markus Fährni   | LCR-Yamaha         | +3 ronden |      |        |
| 14  | Mick Boddice    | Don Williams    | LCR-Yamaha         | +3 ronden |      |        |
| 15  | Rolf Biland     | Kurt Waltisperg | LCR-Krauser        | +4 ronden | 2    |        |
| 16  | Derek Bayley    | Brian Nixon     | LCR-Ricardo Z      |           | 10   |        |

#### Niet gefinisht
| Coureur          | Bakkenist          | Merk         | Oorzaak         | Grid |
| ---------------- | ------------------ | ------------ | --------------- | ---- |
| Egbert Streuer   | Bernard Schnieders | LCR-Yamaha   | Ontsteking      | 1    |
| Derek Jones      | Brian Ayres        | LCR-Yamaha   | Ongeval         | 6    |
| Rolf Steinhausen | Bruno Hiller       | Busch-Yamaha |                 | 7    |
| Theo van Kempen  | Geral de Haas      | LCR-Yamaha   | Versnellingsbak | 9    |

### Top tien tussenstand zijspanklasse
| Pos. | Coureur         | Bakkenist                     | Merk               | Ptn. |
| ---- | --------------- | ----------------------------- | ------------------ | ---- |
| 1    | Egbert Streuer  | Bernard Schnieders            | LCR-Yamaha         | 30   |
| 1    | Alain Michel    | Jean-Marc Fresc               | Krauser-LCR-Yamaha | 30   |
| 3    | Steve Abbott    | Shaun Smith en Vince Biggs    | Windle-Yamaha      | 24   |
| 3    | Steve Webster   | Tony Hewitt                   | LCR-Yamaha         | 24   |
| 5    | Markus Egloff   | Urs Egloff                    | LCR-Seel           | 17   |
| 6    | Alfred Zurbrügg | Martin Zurbrügg               | LCR-Yamaha         | 14   |
| 7    | Rolf Biland     | Kurt Waltisperg               | LCR-Krauser        | 12   |
| 7    | Derek Jones     | Brian Ayres                   | LCR-Yamaha         | 12   |
| 7    | Masato Kumano   | Helmut Diehl                  | LCR-Yamaha         | 12   |
| 10   | Mick Barton     | Fritz Buck en Eckart Rösinger | LCR-Yamaha         | 6    |

## Formule I

### De training
In de training waren de Skoal-Bandit-rijders Paul Iddon en Neil Robinson (de vervanger van Chris Martin) de snelsten. Joey Dunlop had met zijn fabrieks-Honda veel geëxperimenteerd, maar was desondanks niet gelukkig met zijn derde trainingstijd. Nieuwkomer Kevin Schwantz was vooraf erg benieuwd hoe hij het met zijn tweetakt-Suzuki RG 500 zou doen tussen de zware viertaktmotoren en was dan ook blij met zijn zesde trainingstijd. De tweede in de stand om het wereldkampioenschap, Anders Andersson, blies in de training zijn fabrieks-Suzuki-blok op en moest met een vrijwel standaard blok starten.

#### Trainingstijden
| Pos | Coureur           | Merk                      | Tijd    |
| --- | ----------------- | ------------------------- | ------- |
| 1.  | Paul Iddon        | Skoal Bandit-Heron-Suzuki | 2"20'47 |
| 2.  | Neil Robinson     | Skoal Bandit-Heron-Suzuki | 2"21'09 |
| 3.  | Joey Dunlop       | Rothmans-Honda            | 2"21'15 |
| 4.  | Martin Decker     | Yamaha                    | 2"21'28 |
| 5.  | Steve Parrish     | Yamaha                    | 2"21'94 |
| 6.  | Kevin Schwantz    | Heron-Suzuki              | 2"22'26 |
| 7.  | Marco Lucchinelli | Ducati                    | 2"23'26 |
| 8.  | Klaus Klein       | Suzuki                    | 2"23'34 |
| 9.  | Keith Huewen      | Suzuki                    | 2"23'67 |
| 10. | Ernst Gschwender  | Suzuki                    | 2"23'68 |

### De race
De Formula One reed 25 ronden en dat betekende voor de 500cc-tweetakt van Kevin Schwantz dat er in elk geval getankt moest worden. Zonder tanken de hele afstand afleggen was trouwens ook voor de zware viertakten een gok. Schwantz had wel de beste start en hij leidde na de eerste ronde zelfs nog, met de beide Skoal Bandit-Heron-Suzuki's aan zijn achterwiel. Paul Iddon maakte in de derde ronde een fout, waardoor hij een inhaalrace moest rijden. Uiteindelijk nam Joey Dunlop de leiding voor Neil Robinson, Kevin Schwantz en Kenny Irons. Dunlop moest om met zijn Honda RVF 750 de geplande tankstop te kunnen maken een flinke voorsprong opbouwen, maar die groeide slechts mondjesmaat met enkele tienden van seconden per ronde. In de veertiende ronde kwam Schwantz binnen om te tanken, een ronde later ook Dunlop. De Skoal Bandit-rijders namen de gok en bleven doorrijden, waardoor Robinson negen seconden voor Dunlop terecht kwam, met Iddon intussen al op de derde plaats. Dunlop kreeg het gat met Robinson niet meer gedicht en leek af te stevenen op de tweede plaats, maar drie ronden voor het einde liep de ketting van de Suzuki GSX-R 750 van Robinson. Zo werd Dunlop toch nog eerste. Iddon leek tweede te worden, maar in de laatste ronde werd hij in de Geert Timmerbocht nog verschalkt door Kevin Schwantz.

#### Uitslag Formule I
| Pos | Coureur           | Merk                      | Tijd     | Grid | Punten |
| --- | ----------------- | ------------------------- | -------- | ---- | ------ |
| 1   | Joey Dunlop       | Rothmans-Honda            | 59"39'17 | 3    | 15     |
| 2   | Kevin Schwantz    | Rizla-Heron-Suzuki        | 59"52'19 | 6    | 12     |
| 3   | Paul Iddon        | Skoal Bandit-Heron-Suzuki | 59"52'39 | 1    | 10     |
| 4   | Kenny Irons       | Suzuki                    |          |      | 8      |
| 5   | Anders Andersson  | Suzuki                    |          |      | 6      |
| 6   | Ernst Gschwender  | Suzuki                    |          | 10   | 5      |
| 7   | Marco Lucchinelli | Ducati                    |          | 7    | 4      |
| 8   | Klaus Klein       | Suzuki                    |          |      | 3      |
| 9   | Trevor Nation     | Suzuki                    |          |      | 2      |
| 10  | Jari Suhonen      | Yamaha                    |          |      | 1      |
| 11  | Vesa Kultalahti   | Yamaha                    |          | 37   |        |
| 12  | Bernd Caspers     | Suzuki                    |          |      |        |
| 13  | Claudio Biesele   | Yamaha                    |          |      |        |
| 14  | Mario Rubatto     | Suzuki                    |          |      |        |
| 15  | Graeme McGregor   | Bimota-Ducati             |          |      |        |
| 16  | Peter Smetsers    | JVR-Yamaha                |          |      |        |
| 17  | Eric Bragard      | Yamaha                    |          |      |        |
| 18  | Peter Rubatto     | Suzuki                    | +1 ronde |      |        |
| 19  | René Rasmussen    | Suzuki                    | +1 ronde |      |        |
| 20  | John Weeden       | Suzuki                    | +1 ronde |      |        |
| 21  | Patrick Orban     | Horeon-Kawasaki           | +1 ronde | 38   |        |
| 22  | Cees van der Endt | Suzuki                    | +1 ronde | 40   |        |

#### Niet gefinisht
| Coureur       | Merk                      | Oorzaak    | Grid |
| ------------- | ------------------------- | ---------- | ---- |
| Neil Robinson | Skoal Bandit-Heron-Suzuki | Ketting    | 2    |
| Keith Huewen  | Suzuki                    |            | 9    |
| Martin Decker | Yamaha                    | Opgave     | 4    |
| Henk de Vries | JVR-Yamaha                | Ontsteking |      |

#### Niet gestart
| Coureur          | Merk              | Oorzaak  | Grid |
| ---------------- | ----------------- | -------- | ---- |
| Steve Parrish    | Yamaha            | Blessure | 5    |
| Dirk Brand       | Van de Wal-Yamaha | Blessure | 29   |
| Gerard Flameling | Van de Wal-Yamaha | Blessure | 28   |

#### Niet gekwalificeerd
| Coureur       | Merk   | Oorzaak  |
| ------------- | ------ | -------- |
| Dick Bemelman | Yamaha |          |
| Hans Coster   | Honda  | Blessure |

#### Niet deelgenomen
| Coureur      | Merk             | Oorzaak     |
| ------------ | ---------------- | ----------- |
| Gary Padgett | Padgett's-Suzuki | Ongeval (†) |

### Top tien tussenstand Formule I-klasse
| Pos | Coureur           | Merk                      | Ptn |
| --- | ----------------- | ------------------------- | --- |
| 1   | Joey Dunlop       | Rothmans-Honda            | 45  |
| 2   | Anders Andersson  | Suzuki                    | 28  |
| 3   | Paul Iddon        | Skoal Bandit-Heron-Suzuki | 22  |
| 4   | Marco Lucchinelli | Ducati                    | 19  |
| 5   | Kenny Irons       | Suzuki                    | 16  |
| 6   | Geoff Johnson     | Honda                     | 12  |
| 6   | John Weeden       | Suzuki                    | 12  |
| 6   | Kevin Schwantz    | Heron-Suzuki              | 12  |
| 9   | Mario Rubatto     | Suzuki                    | 11  |
| 10  | Andy McGladdery   | Growler-Suzuki            | 10  |
| 10  | Phillis           | Onbekend                  | 10  |

## Trivia

### Diefstal
In sommige landen was diefstal uit het rennerskwartier heel gewoon, omdat er niet voldoende gecontroleerd werd op de toegang of er zelfs toegangskaarten voor het rennerskwartier werden verkocht. Zo verdwenen raceoveralls, helmen, handschoenen, gereedschappen en een enkele keer zelfs een complete racemotorfiets. Assen had dit probleem nooit gekend, maar dit jaar was het wel raak: de dames van het Hertog Jan-HuVo-Casal-team misten spullen die van de waslijn werden gestolen: vier bikini's…

### Pech op pech… op pech
Het zat het team van Johan van de Wal niet mee. Na een goede prestatie in Oostenrijk brak de vriendin van Dirk Brand een enkel toen ze onderweg naar Assen bij een stop uit de racebus stapte. Vervolgens moest het team dag en nacht sleutelen om twee machines raceklaar te krijgen, maar desondanks moesten Dirk Brand en Gerard Flameling beurtelings met dezelfde motorfiets trainen. Daarbij kwam eerst Dirk ten val (sleutelbeenbreuk) en vervolgens Gerard (aanhechting sleutelbeen afgescheurd). 

### Wayne Gardner
Wayne Gardner vertelde na de race dat hij geen idee had dat Eddie Lawson was uitgevallen. Lange tijd had hij een rode Yamaha achter zich gezien, niet wetend dat dit de machine van Rob McElnea was. Ook kwam hij terug op het vreselijke ongeluk met Franco Uncini tijdens de TT van 1983. Hij verklaarde dat hij nooit meer op een racemotor zou zijn gestapt als Uncini niet volledig hersteld zou zijn. 

### Teleurstelling
Mike Krauser had al voor de TT van Assen gemeld dat Rolf Biland dit keer een race zou moeten uitrijden, want anders zou er in de Belgische Grand Prix niet gestart worden. Dat bracht Biland in een moeilijk parket, want hoewel Krauser zijn grootste sponsor was, had hij ook verplichtingen ten opzichte van Rothmans. In zekere zin reed Biland - met drie ronden achterstand - de TT van Assen toch uit. Hij reed zelfs een nieuw ronderecord van 2"20"27 en dat was 1½ seconde sneller dan de poleposition-tijd van Egbert Streuer. Krauser vertrok echter meteen na de races want ook zijn 80cc-rijders hadden weer niet gewonnen. Toch werd de soep niet zo heet gegeten: Biland kwam in België gewoon aan de start.
1925 · 1926 · 1927 · 1928 · 1929 · 1930 · 1931 · 1932 · 1933 · 1934 · 1935 · 1936 · 1937 · 1938 · 1939 · 1940–1945 · 1946 · 1947 · 1948 · 1949 · 1950 · 1951 · 1952 · 1953 · 1954 · 1955 · 1956 · 1957 · 1958 · 1959 · 1960 · 1961 · 1962 · 1963 · 1964 · 1965 · 1966 · 1967 · 1968 · 1969 · 1970 · 1971 · 1972 · 1973 · 1974 · 1975 · 1976 · 1977 · 1978 · 1979 · 1980 · 1981 · 1982 · 1983 · 1984 · 1985 · 1986 · 1987 · 1988 · 1989 · 1990 · 1991 · 1992 · 1993 · 1994 · 1995 · 1996 · 1997 · 1998 · 1999 · 2000 · 2001 · 2002 · 2003 · 2004 · 2005 · 2006 · 2007 · 2008 · 2009 · 2010 · 2011 · 2012 · 2013 · 2014 · 2015 · 2016 · 2017 · 2018 · 2019 · 2021 · 2022 · 2023 · 2024 · 2025